# Захаров, Альберт Георгиевич
Альберт Георгиевич Захаров (14 декабря 1937 — 12 января 2022) — советский и российский спортсмен и педагог; Мастер спорта СССР по вольной борьбе и Мастер спорта Якутской АССР по хапсагаю.

## Биография
Родился 14 декабря 1937 года в Хаданском наслеге Сунтарского района Якутской АССР. Его отец — Захаров Георгий Сергеевич — был известным в Вилюйском округе борцом и силачом.
Альберт тоже занялся борьбой. Тренировался у Николая Сафонова, Семёна Зедгенидзева и Николая Волкова. Становился чемпионом РСФСР (1964, Якутск), бронзовым призером III Спартакиады народов РСФСР (1963, Горький) и первенства ЦС ВЦСПС (1963, Днепропетровск). Был чемпионом Сибири и Дальнего Востока (1963, Якутск), также четырёхкратным чемпионом Якутской АССР (1958, 1961, 1963 и 1964 годы).
В 1966 году окончил Якутский государственный университет (ныне Северо-Восточный федеральный университет), после чего работал в Сунтарской начальной общеобразовательной школе. Будучи старейшим учителем Сунтарского улуса,
удостоен званий «Отличник образования РФ» и «Заслуженный работник образования Республики Саха (Якутия)».
Скончался 12 января 2022 года.

## Память
- С 2002 года в Сунтарском улусе ежегодно проводится республиканский турнир по вольной борьбе среди юношей на призы четырёх чемпионов России из этого района — Алкивиада Иванова, Альберта Захарова, Петра Попова и Николая Яковлева.[1]
- В 2016 году в Сунтарской начальной школе им. В. Г. Павлова состоялось торжество по случаю присвоения спортивному залу имени А. Г. Захарова[2].

## Заслуги и награды
- Лучший директор школы Республики Саха (Якутия) 1997 и 1999 годов и Российской Федерации (1998 год).
- Был Награждён Почетной грамотой Президиума Верховного Совета Якутской АССР (1964), почетным знаком «Гражданская доблесть» (2006) и знаком «За особые заслуги в образовании РФ» (1998).
- Почетный гражданин Сунтарского улуса.